# Yvan Ischer
Yvan Ischer (* 7. November 1961 in Vevey) ist ein Schweizer Jazzmusiker (Tenorsaxophon, auch Alt- und Sopransaxophon) und Jazzjournalist.

## Leben
Ischer entschied sich erst mit 20 Jahren, als Autodidakt Saxophon zu lernen. 1984 gründete er die Gruppe Jazzistic mit Daniel Thentz und  Ivor Malherbe, die 1986 mit Curtis Fuller tourte. 1985 entstand mit Changes und 1987 mit Alcatraz ein weiteres Bandprojekt. Im selben Jahr wurde er Mitglied der Big Band de Lausanne, mit der er in den nächsten 20 Jahren an Produktionen mit Musikern wie Johnny Griffin, Toots Thielemans, Marvin Stamm, Joe Lovano, Kenny Werner oder Jon Faddis beteiligt war, die zum Teil auch als Album erschienen sind. Auch leitete er ein Quintett mit Thierry Lang und Jerome Thomas und spielte mit den Gruppen von François Lindemann, Moncef Genoud sowie im Septett von Jean-Pierre Beltrami. 1988 gründete er sein eigenes Quartett, mit dem er 1994 ein erstes Album veröffentlichte. Auch trat er mit Phil Woods, Benny Bailey, Youssou N’Dour, Allan Harris oder Kurt Weil auf. Gemeinsam mit Thierry Lang und Peter Schmidlin gründete er das hochkarätige Festival Ollon du Jazz, das bis 2004 jedes Jahr drei Tage lang stattfand.
Parallel zu seinen Aktivitäten als Musiker ist er seit 1987 der Verantwortliche für die Jazzsendungen von Radio suisse romande. Ischer ist auch Autor des Buches Jazz Story, das die Geschichte der Bigbands beschreibt.

## Diskographische Hinweise
- François Lindemann Live in Detroit & Montreux Jazz Festival (Plainisphare, 1991)
- Scorpio (TCB, 1992)
- Alcatraz Sax 4tet Rapcatraz (Plainisphare, 1996)
- Alain Guyonnet Guyo (Altrisuoni 2001)
- Scorpio 7 Sleepless (TCB 2005, mit Maurizio Bionda, Pierre Drevet, Danilo Moccia, Adam Nussbaum, Antoine Ogay, Pierre-Luc Vallet)